# Personaggio giocante
Un personaggio giocante (abbreviato in PG) è un personaggio di fantasia controllato o controllabile dal giocatore in un videogioco, in un gioco di ruolo o in un gioco di ruolo dal vivo, ed è tipicamente un protagonista (main character) della storia raccontata nel corso del gioco.

## Le statistiche

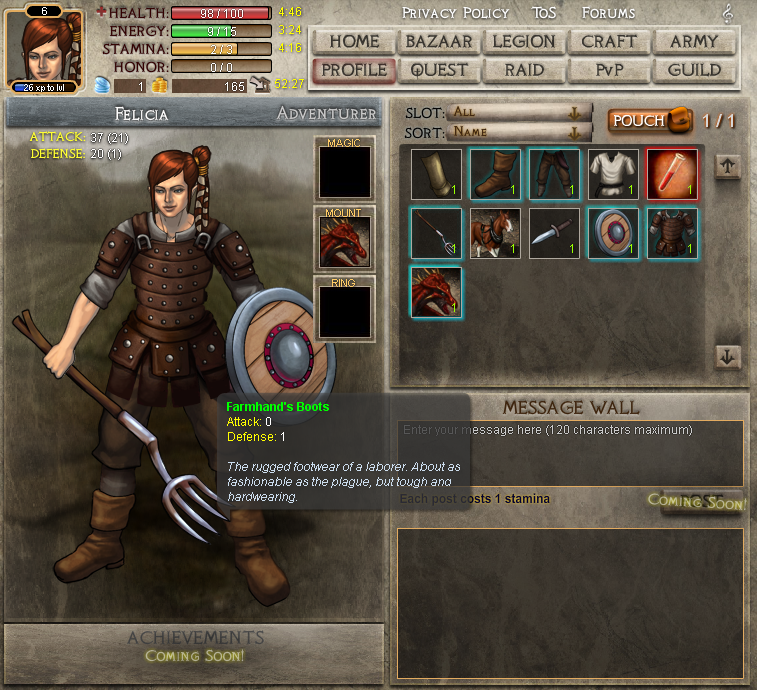
Felicia, personaggio giocabile del videogioco Dawn of the Dragon

In un gioco di ruolo un personaggio giocabile è di solito caratterizzato da una serie di statistiche (o anche a seconda del regolamento attributi, caratteristiche, ecc..), ovvero il grado di sviluppo di certe abilità del personaggio, come la forza o l'intelligenza. Nei giochi da tavolo di ruolo il giocatore usa tali caratteristiche per entrare nella parte, all'interno del mondo cui l'avventura fa riferimento. In un videogioco di ruolo le statistiche forniscono informazioni al programma su quali azioni il personaggio può svolgere e su quanto bene saranno portate a termine.
Al momento della creazione di un personaggio, il giocatore ne definisce l'aspetto fisico e la mentalità, scegliendone le caratteristiche o descrivendolo a partire da una serie di valori casuali.
La maggior parte dei giochi di ruolo ha un metodo di scelta dei numeri rappresentanti le statistiche costituito da regole più o meno complesse. Gli attributi si possono dividere fra fondamentali (resistenza, intelligenza) ed aggiuntive (colore degli occhi), mentali (saggezza) e fisiche (forza). Essi descrivono non solo il modo in cui il personaggio agirà, ma anche quanto bene il personaggio svolgerà l'azione. Alcuni giochi di ruolo (per esempio Fudge), pur definendo le meccaniche per la gestione degli attributi, lasciano totale libertà al giocatore di decidere quali siano gli attributi del proprio personaggio.
Un master può creare nemici più potenti, o semplicemente rendere il gioco più arduo. Inoltre, il gioco di ruolo può essere incentrato sulle interazioni sociali e l'immaginazione.

## Computer e videogiochi
In un videogioco un personaggio giocante è un personaggio che può essere controllato dal giocatore, ed usato come un avatar all'interno del gioco. Alcuni giochi permettono al giocatore di controllare un solo personaggio (per esempio, Gordon Freeman in Half-Life); altri consentono invece l'utilizzo di diversi personaggi, contemporaneamente, ovvero nelle stesse fasi di gioco (come in diversi videogiochi di ruolo e picchiaduro), o separatamente, in differenti fasi. Alcuni personaggi, noti anche come personaggi segreti, possono essere sbloccati, tipicamente risolvendo qualche specifica, e spesso arcana missione.
Nella maggior parte dei videogiochi di ruolo, i giocatori possono costruire il proprio personaggio giocante, scegliendo fra una serie di parametri che lo caratterizzino, come la razza e la classe. La sigla PG può riferirsi, in tali casi, a diversi personaggi, che il giocatore controlla nel gruppo (es. Chrono Trigger).
Spesso, nei videogiochi in prima persona, il personaggio giocante non si vede né si sente: il giocatore vede attraverso di esso, e gli altri personaggi che interagiscono con lui, gli parlano come se non attendessero nessuna risposta. Questo protagonista "vuoto" aiuta il giocatore ad entrare nel ruolo, senza dover pensare anche al nome, ai tratti della personalità e della vita del personaggio in questione. Un esempio di videogioco di questo tipo è Myst.

## Giochi di ruolo dal vivo
In un gioco di ruolo dal vivo il giocatore interpreta fisicamente e in prima persona il proprio personaggio. 
Il giocatore dovrà inoltre provvedere al costume e agli accessori del proprio personaggio, che devono essere reali o perlomeno rappresentati fisicamente; questo di norma è facile in un gioco con un'ambientazione realistica e contemporanea, e tanto più difficile quanto più ci si allontana da questo standard.